# Markus Kaarlonen
Markus "Captain" Kaarlonen est un compositeur et claviériste finlandais, membre du groupe Poets of the Fall. Il participe également à la production des albums et à la réalisation des clips musicaux.
Captain a également composé la BO du jeu Rochard.